# Fabio Gamberini
Fabio Gamberini (22 september 1992) is een Braziliaans autocoureur.

## Carrière
Gamberini begon zijn autosportcarrière op achtjarige leeftijd in het karting, waar hij tot 2007 actief was. In 2005 werd hij Braziliaans kartkampioen in de Junior-Menor categorie. Nadat hij in 2008 had getest in Formule Ford-auto's, wisselt hij in 2009 over naar het formuleracing in de Britse Formule Ford. Hij werd vijftiende in het kampioenschap en derde in de Scolarship Class. In 2010 nam hij deel aan de Britse Formule Renault, waar hij het seizoen ook als vijftiende eindigde.
In 2011 stapt Gamberini over naar het European F3 Open voor het Team West-Tec. Op Spa-Francorchamps behaalde hij zijn eerste overwinning in dit kampioenschap, waarin hij na drie raceweekenden op de tweede plaats in het kampioenschap staat. Ook staat hij eerste in de Copa-klasse, waar hij vijf zeges in zes races heeft behaald. Daarnaast mag hij in 2011 ook in de Formule 2 gaan debuteren in het raceweekend op de Nürburgring.